# Aeserniai felirat
Az aeserniai felirat egy a feltehetően az 1. században készült, faragott sírkőn található szöveg. A Rómától délkeletre fekvő Aesernia városában került elő. A kőlapon csuklyás köpenyt, úti ruházatot viselő utas ábrázolása látható, aki öszvérét kötőféken tartja és a fogadósnéval beszél. A felirat szövege megnevezi a házaspárt, akiknek sírkövéül szolgál, majd következik egy képzeletbeli párbeszéd, alkalmasint egy tipikus napjuk hangulatának érzékeltetése. 
Hogy pontosan milyen célt szolgálhatott a kőtábla, vitatott. Tekintve, hogy a második sorában azt állítja magáról, hogy Calidius és a felesége, Fannia még életükben állították, lehet, hogy a sírkő afféle ironikus cégér lehet. Az is gyanús eleme a szövegnek, hogy a férj Eroticus melléknévvel említtetik, ami nyilván nem tartozott a valódi nevéhez. A sírkő szövege (a kőtábla alapján, a rövidítések feloldva, a töredékek kiegészítve) latinul:
Calidius  Eroticus ab Aesernia
sibi et Fanniae Voluuptati v(ivus) f(ecit).
Copo, computemus! Habes vini s(extarium) I, pane
a(ssem) I, pulmentari a(sses) II. Convenit. Puell(am)
a(sses) VIII. Et hoc convenit. Faenum
mulo a(sses) II. Iste mulus me ad factum
dabit!
Körülbelüli fordítása a rituálisan indító, kollokviálisan folytatódó szövegnek:
Az Aeserniából való Calidius Eroticus magának és Fanniának, egyetlen gyönyörűségének á[llította még] é[letében].
– Fogadósné! A cehhet!
– Volt 1 sextarius borocskád (kb. fél liter), volt kenyered, az egy as, a hús meg kettő.
– Rendbe’ van.
– Kaptál csajt, az nyolc as.
– Az is rendbe’.
– Adtam szénát a csacsidnak, két as.
– Még csődbe visz egyszer ez az állat!
Mint látható, az árak nem voltak túlságosan magasak, a leányért fizetett nyolc asban a szoba ára is benne foglaltatott. A felirat a korabeli Róma mindennapi életének egyik legszebb emléke.